# Gioco di dadi musicale

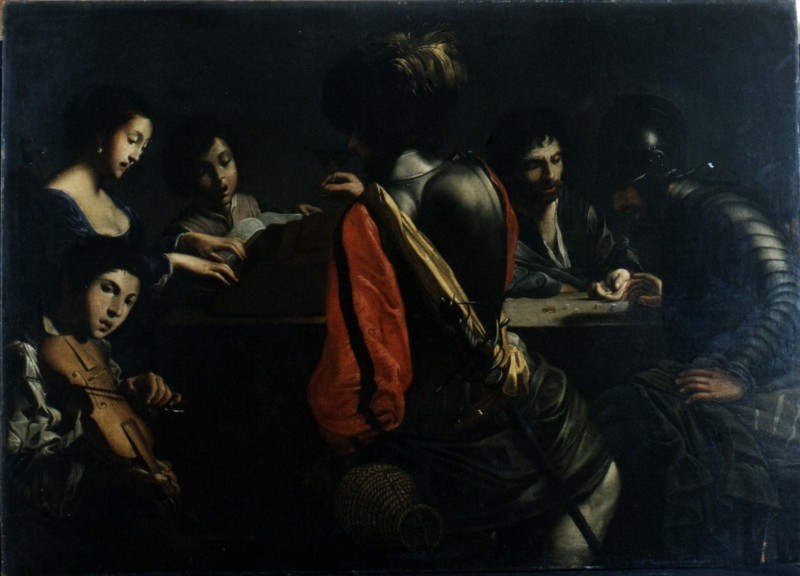
Valentin de Boulogne (copia da), Concerto con giocatori di dadi

Il gioco di dadi musicale (in tedesco Musikalisches Würfelspiel) è un sistema di composizione musicale basato sull'uso di dadi e di schemi predeterminati diffusi a stampa. Il gioco ebbe particolare diffusione nella seconda metà del XVIII secolo e furono pubblicati metodi per la composizione di varie forme musicali, come polacche, minuetti, valzer e trii.
Alcuni metodi dello stesse genere non indicavano esplicitamente l'uso di dadi, ma richiedevano comunque l'utilizzo di numeri casuali.

## Storia

### Johann Philipp Kirnberger

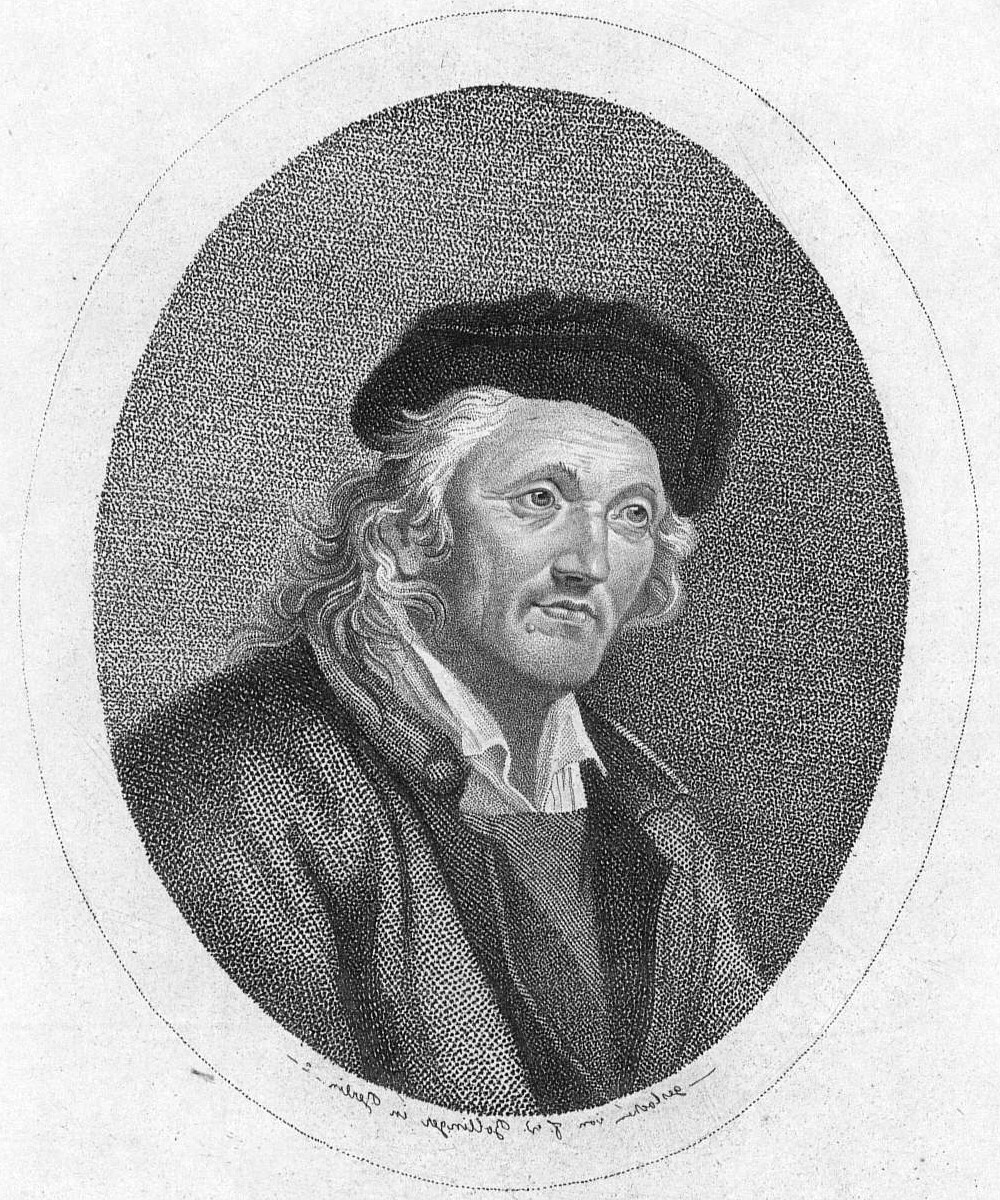
Johann Philipp Kirnberger

Il primo metodo pubblicato è considerato quello di Johann Philipp Kirnberger del 1757, che utilizza uno o due dadi per avere una sequenza di numeri casuali; tramite apposite tabelle a ogni numero veniva associata una battuta della composizione che si desiderava ottenere.
Ad esempio alla seguente tabella, da utilizzare per il minuetto, erano associate 96 battute in modo da poter estrarre 16 battute, una per ogni lancio di un dado; idealmente il numero totale di composizioni possibili era di {\displaystyle 6^{16}}, che però si riduceva a {\displaystyle 6^{14}} = 78 364 164 096 perché le sei battute per l'ottava battuta della prima parte erano uguali tra loro, così come quelle dell'ottava battuta della seconda parte.
| Prima parte | Prima parte     | Prima parte     | Prima parte     | Prima parte     | Prima parte     | Prima parte     |        | Seconda parte   | Seconda parte   | Seconda parte   | Seconda parte   | Seconda parte   | Seconda parte   | Seconda parte |
| Lancio      | Valore del dado | Valore del dado | Valore del dado | Valore del dado | Valore del dado | Valore del dado | Lancio | Valore del dado | Valore del dado | Valore del dado | Valore del dado | Valore del dado | Valore del dado |               |
| Lancio      | 1               | 2               | 3               | 4               | 5               | 6               | Lancio | 1               | 2               | 3               | 4               | 5               | 6               |               |
| ----------- | --------------- | --------------- | --------------- | --------------- | --------------- | --------------- | ------ | --------------- | --------------- | --------------- | --------------- | --------------- | --------------- | ------------- |
| 1           | 23              | 63              | 79              | 13              | 43              | 32              |        | 1               | 33              | 55              | 4               | 95              | 38              | 44            |
| 2           | 77              | 54              | 75              | 57              | 7               | 47              | 2      | 60              | 46              | 12              | 78              | 93              | 76              |               |
| 3           | 62              | 2               | 42              | 64              | 86              | 84              | 3      | 21              | 88              | 94              | 80              | 15              | 34              |               |
| 4           | 70              | 53              | 5               | 74              | 31              | 20              | 4      | 14              | 39              | 9               | 30              | 92              | 19              |               |
| 5           | 29              | 41              | 50              | 11              | 18              | 22              | 5      | 45              | 65              | 25              | 1               | 28              | 17              |               |
| 6           | 83              | 37              | 69              | 3               | 89              | 49              | 6      | 68              | 6               | 35              | 51              | 61              | 10              |               |
| 7           | 59              | 71              | 52              | 67              | 87              | 56              | 7      | 26              | 91              | 66              | 82              | 72              | 27              |               |
| 8           | 36              | 90              | 8               | 73              | 58              | 48              | 8      | 40              | 81              | 24              | 16              | 85              | 96              |               |

Parte del gioco era anche la ricostruzione dello spartito, dato che le battute erano presentate appositamente in modo disordinato, come appare anche dallo schema sopra riportato.

### Carl Philipp Emanuel Bach

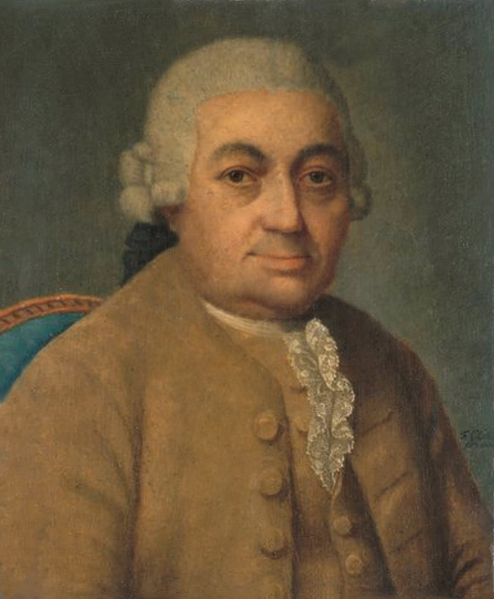
Carl Philipp Emanuel Bach

### Maximilian Stadler

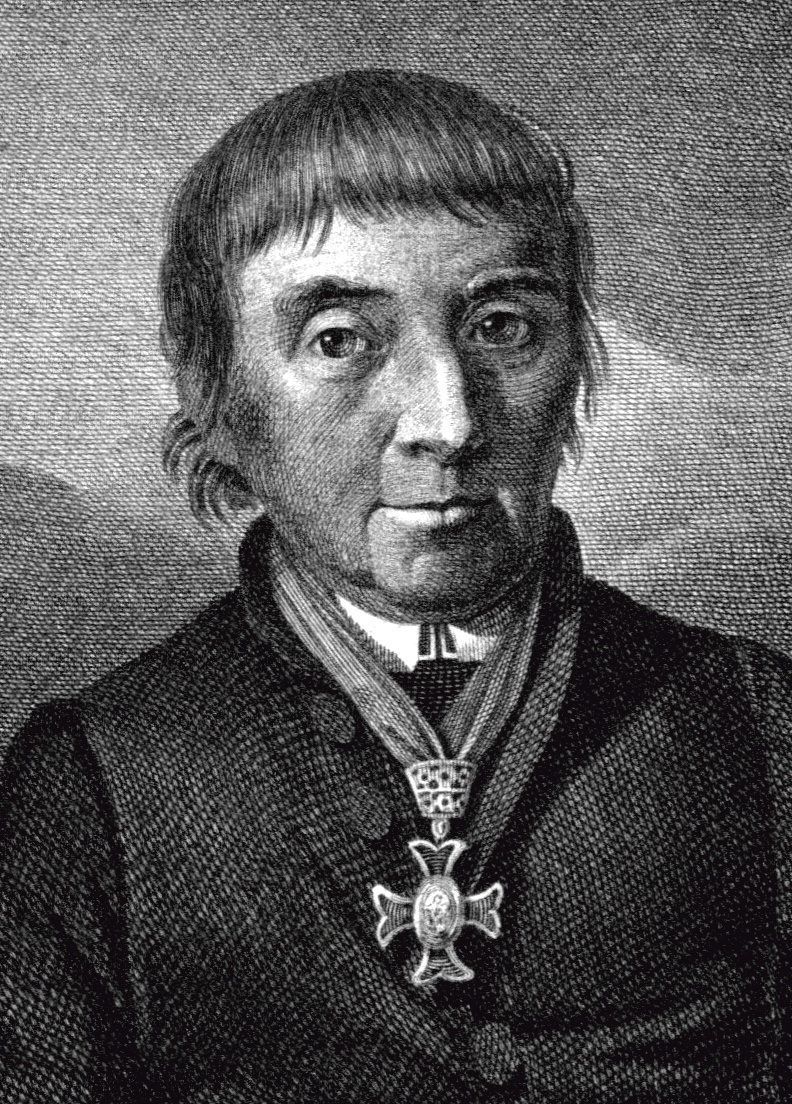
Maximilian Stadler

### I falsi attribuiti a Mozart
Attorno al 1793 furono pubblicati dall'editore Hummel due diversi metodi attribuiti a Wolfgang Amadeus Mozart, deceduto nel 1791. Questi spartiti furono poi plagiati da altri editori. Già nel 1836 era indicato che «è probabile che la speculazione mercantile n'abbia fatto autore il Mozart». Nel catalogo Köchel questi brani sono indicati come K. Anh. 294d o come K. Anh. C 30.01.
Nel catalogo è presente un effettivo gioco musicale creato da Mozart (K. 516f), tratto da un foglio autografo su cui sono abbozzate due versioni di un sistema per creare un breve brano partendo dalle lettere del nome di una persona e non tramite numeri casuali. Nella prima versione (recto del foglio) erano indicate due battute iniziali e 24 battute da associare alle lettere dell'alfabeto (erano escluse le lettere j e x); era fatto anche un tentativo con le lettere f a n c i s e si ipotizza che fosse per il nome francisca, interrotto per la necessità di avere più di una battuta per le lettere c e a. La seconda versione (verso del foglio) dopo le due battute di introduzione riporta due battute per ogni lettera (sempre escludendo le lettere j e x). La lettera z era usata per il finale. Tramite alcuni calcoli era possibile associare una singola battuta ad ogni lettera del nome ed evitare le ripetizioni.

## Pubblicazioni
Si ebbero numerose pubblicazioni a partire dal 1757, ma il numero si ridusse drasticamente dall'inizio del XIX secolo.
- (DE) J.P. Kirnberger, Der allezeit fertige Polonoisen- und Menuettencomponist, Berlino, Winter, 1757.
  - (FR) J.P. Kirnberger, L'art de composer des menuets et des polonoises sur le champ, Berlino, Winter, 1757.
- (DE) C.P.E. Bach, Einfall einen doppelten Contrapunct in der Octave von sechs Tacten zu machen ohne die Regeln davon zu wissen, Berlino, Lange, 1757.
- (FR) [Anonimo], Ludus melothedicus ou Le Jeu de dez harmonique contenant plusieurs calculs par lesquels toute personne composera différents Menuets avec l'accompagnement de Basse en joüant avec deux Dez méme sans sçavoir la Musique, Parigi, de la Chevardière, 1758.
  - (FR) [Anonimo], Ludus melothedicus, 2ª ed., Parigi, de la Chevardière, (1759). In questa edizione non è indicato l'uso di dadi.[10]
  - (FR) [Anonimo], Ludus melothedicus. Nouvelle édition, corrigée quant à la partie harmonique qui se trouve quelquefois défectueuse dans la première édition donnée depuis peu à Paris, Liegi, Andrez, 1759.
  - (FR) [Anonimo], Le jeu de dez harmonique, ou Ludus melothedicus, La Haye, Gosse, [s.d.].
- (FR) Hermann François Delange, Le Tôton harmonique ou nouveau jeu de hazard, Parigi, La Chevardière, 1762.
  - (FR) H.F. Delange, Le Tôton harmonique ou nouveau jeu de hazard, 2ª ed., Liegi, Desoer, 1768.
- (EN) Pier[r]e Hoegi, A Tabular System Whereby the Art of Composing Minuets Is made so Easy that Any Person, without the least knowledge of Musick, may compose ten thousand, all different, and in the most Pleasing and Correct Manner, Londra, Welcker, 1763.
- (DE) M. Stadler, Tabelle, aus welcher man unzählige Menueten und Trio für das Klavier herauswürfeln kann, Vienna, 1780 (o 1781).
  - (FR) M. Stadler, Table pour composer des menuets et des trios a l'infinie, avec deux dez à jouer, pour le forte -piano ou clavecin, Parigi, Wenck, 1786.
  - (DE) Musikalisches Würfel-Spiel, in Journal des Luxus und der Moden, febbraio 1787,  pp. 33-46.
  -  F.J. Haydn (falsa attribuzione), Gioco filarmonico, o sia maniera facile per comporre un infinito numero di minuetti e trio anche senza sapere il contrapunto, Napoli, Marescalchi, 1788.[11]
- (DE) Michael Johann Friedrich Wiedeburg, Musikalisches Charten-Spiel ex G dur, Zurigo, Winter, 1788.
- (FR) Pasquale Ricci, Au plus heureux Jeux harmoniques pour composer des Minuets ou des Contredances ou sort d'un dez, prima del 1790.
- (DE) Gustav Gerlach, Kunst, schottische Taenze zu componiren, ohne musicalisch zu sein, dargestellt in einer Würfel- und Noten-Tabelle, nebst einer Anleitung, Berlino, prima del 1790.[12]
- (DE) [Anonimo], Anleitung so viele Walzer man will man mit Würfeln zu componiren, Berlino, Rellstab, circa 1790.
  -  W.A. Mozart (falsa attribuzione), Anleitung Walzer oder Schleifer mit zwei Würfeln zu componiren, so viele man will, ohne etwas von der Musik oder Composition zu verstehen, Berlino-Amsterdam, Hummel, 1793 circa.
    -  W.A. Mozart (falsa attribuzione), Anleitung Walzer oder Schleifer mit zwei Würfeln zu componiren, so viele man will, ohne etwas von der Musik oder Composition zu verstehen, Bonn, Simrock, 1798 circa.
- W.A. Mozart (falsa attribuzione), Anleitung so viel Englische Contre Tänze mit zwei Würfeln zu componiren als man will, ohne etwas von der Musik oder der Composition zu verstehen, Berlino-Amsterdam, Hummel, 1793 circa.
  -  W.A. Mozart (falsa attribuzione), Anleitung so viel Englische Contre Tänze mit zwei Würfeln zu componiren als man will, ohne etwas von der Musik oder der Composition zu verstehen, Bonn, Simrock, 1798 circa.
- (DE) Friedrich Gottlob Hayn, Anleitung Angloisen mit Würfeln zu komponiren, Dresda, Kirmse, 1798.
- (DE) C.H. Fielder, Musicalisches Würfelspiel oder der unerschöpfliche Ecossaisen-Componist, Amburgo, 1801.
- Antonio Calegari, Gioco pitagorico musicale col quale potrà ognuno, anco senza sapere di Musica, formarsi una seria quasi infinita di picciole Ariette, e Duettini per tutti li Caratteri, Rondò, Preghiere, Polacche, Cori, ec., il tutto coll'accompagnamento del Pianoforte o Arpa, o altri Strumenti, Venezia, Valle, 1801.
  - (FR) A. Calegari, L'Art de composer de la musique sans en connaitre les elémens par Antonio Callegari, Parigi, Boudin, 1802.
  - (DE) A. Calegari, Wie die Wuirfel fallen! Ein Scherz der Tonkunst, um mit drei Würfeln leicht Walzer zu setzen, Brunswick, Spehr, 1802.
- (FR) [Giovanni Catrufo], Barême musical, ou l'Art de composer la musique sans en connaître les principes, par J. A. S. C., Parigi, Colas, 1811.
- (DE) J.C. Graff, Musikspiel oder Tabelle, unzählige Märsche für Pianoforte oder andere Instrumente mittlest Würfel zu erfinden, Magonza, Schott, 1820 circa.
- (DE) Ludwig Fischer, Musikalisches Würfelspiel oder Kunst, durch Würfel Kindern (-und auch Grossen!) leicht und auf angenehme Weise die Noten im Violin- und Bass-Schlüssel zu lehrnen, Weimar, Wentzel, [s.d.].